# Нахман
Нахман от Брацлав (4 април 1772, Меджибиж – 16 октомври 1810, Уман) e основател на Бреславското течение в хасидизма.
Той е правнук на основателя на хасидизма Баал Шем Тов (известен с кратко име Бещ). Родителите му са раби (равин) Симха (син на раби Нахман от Городенка, сред най-близките ученици и последователи на Бещ) и Фейга (внучка на Бещ).
Детството на Нахман минава в среда, наситена с хасидски предания. Малко преди бар-мицва пише сборника с афоризми „Книга за нравствените качества“ за разни страни на еврейския духовен живот. След брака си на 13 години Нахман се премества да живее в къщата на тъста си Осятен близо до Киев. Прекарва много време в молитви в близката горичка, постоянно пости и задълбочено изучава кабалата. След смъртта на тъста си се премества да живее в Медведивка, където започва да се оформя стилът на бъдещия бреславски хасидизъм.
Раби Нахман обвинява другите лидери на хасидизма за упадъка на хасидското движение. През 1798 г. пътува до Ерец Исраел – посещава Цфат и Тверия, но не успява да стигне до Йерусалим поради похода на Наполеон Бонапарт. Завръща се в родината си през 1802 г.
След завръщането си възобновява борбата си срещу другите лидери на хасидизма, известна в литературата под името Ямей а-цраот („време на мъки“ на староеврейски). Няколко пъти сменя местожителството си. Най-накрая се заселва в Брацлав (на полски Bracław, на руски Браславль). Там се запознава с раби Носон (Натан) Щернгарц, който става негов последовател и посвещава живота си на опазването на наследството и на разпространението на учението на раби Нахман.
През 1810 г. раби Нахман се преселва в Уман, където няколко години преди раждането му се случва гайдамацкото клане: „Душите на умрелите за вярата ме чакат“. Там умира от туберкулоза и е погребан на еврейското гробище до загиналите по време на клането.